# Takatsuki
Takatsuki (jap. 高槻市 Takatsuki-shi) – miasto w Japonii (prefektura Osaka) położone w aglomeracji Osaki.

## Położenie
Miasto leży w północnej części prefektury Osaka. Graniczy z:
- Settsu
- Hirakata
- Ibaraki
- Neyagawa

W prefekturze Kioto:
- Kameoka
- Kioto

## Historia
Miasto otrzymało prawa miejskie 1 stycznia 1943 roku.

## Miasta partnerskie
- Filipiny: Manila
- Chiny: Changzhou
- Australia: Toowoomba